# Gschnaidt
Gschnaidt är en tidigare kommun i Österrike. Den är numera en ortsdel (Ortschaft) i kommunen Gratwein-Straßengel i förbundslandet Steiermark, 150 kilometer sydväst om huvudstaden Wien. Gschnaidt var till och med 2014 en egen kommun. Huvudort i kommunen var Sankt Pankrazen.